# Italochrysa robusta
Italochrysa robusta är en insektsart som först beskrevs av James George Needham 1909.  Italochrysa robusta ingår i släktet Italochrysa och familjen guldögonsländor. Inga underarter finns listade i Catalogue of Life.